# Mara Allen
Mara Allen (ur. 11 lutego 1987) – amerykańska wioślarka.

## Osiągnięcia
- Mistrzostwa Świata U-23 – Glasgow 2007 – ósemka – 3. miejsce[1].
- Mistrzostwa Świata – Poznań 2009 – ósemka – 1. miejsce[1].